# Риндино (Поріцький район)
Ри́ндино (рос. Рындино, чув. Рындино) — село у складі Поріцького району Чувашії, Росія. Входить до складу Риндинського сільського поселення.
Населення — 463 особи (2010; 558 у 2002).
Національний склад:
- мордва — 89 %

У селі народився Герой Радянського Союзу Ахаєв Пилип Петрович (1918-1979).